# Pont de la rivière Yangtze Wuhu
Le pont de la rivière Yangtze Wuhu est un pont à haubans situé dans la ville de Wuhu, en Chine. Achevé en 2000, il permet la traversée de la rivière Yangtze.